# Nick Jr.
Nick Jr. är en TV-kanal med inriktning på barnprogram för mindre barn och som ägs av Viacom. Svenska Nick Jr sänder med svenskt tal dygnet runt hos flera operatörer (till exempel Magine) medan andra väljer att enbart erbjuda kanalen under halva dygnet. Vilka nät som sänder kanalen dygnet runt är en förhandlingsfråga mellan operatören och kanalen. Nick Jr sänder sedan oktober 2010 i Sverige med svenskspråkiga röster. Kanalen finns i lokala versioner och på lokala språk för bland annat Australien, Italien, USA, Sverige, Storbritannien/Irland samt Latinamerika. 
Storbritannien var det första landet som fick Nick Jr som en egen kanal när kanalen lanserades 1999. I USA lanserades TV-kanalen under namnet "Noggin" den 2 februari 1999 men nylanserades som Nick Jr. den 28 september 2009. Kanalen var tidigare reklamfri och finansieras genom abonnemang, men sedan 10 oktober 2016 sänds reklam . Nick Jr. var i Sverige och de flesta andra länder ursprungligen ett programblock i moderkanalen Nickelodeon, vilket Nick Jr. fortfarande är i flera länder. I december 2015 slutade man sända Nick Jr programblock på helgen och sänder numera programblocken endast på vardagar klockan 05.00-06.30 i huvudkanalen Nickelodeon i Sverige. I Frankrike går kanalen under namnet Nickelodeon Junior.

## Serier i Nick Jr.
- Dora utforskaren
- Dora och hennes vänner
- Henry råkar på
- Kom igen Diego!
- Umizoomi
- Supertrion
- Ni Hao Kai Lan
- Blås gåta
- Lille Bill
- Bubble Guppies
- Louie
- Fifi och blomsterfröna
- Rorri Racerbil
- Ben & Hollys lilla kungarike
- Strutsen Olive
- Tickety Toc
- Max & Ruby
- Shimmer & Shine
- Blaze och monstermaskinerna
- PAW Patrol
- Wanda och en Alien
- Fresh Beat Band of Spies
- Little Charmers

### Fotnoter
1. ↑  ”Nick Jr. Sweden”. Nickelodeon Sverige. http://www.eloadas.tv/tv/country-26/live/nick-jr-sweden.htm. Läst 16 juli 2015.
2. ↑  ”Meddelande från ComHem”. Arkiverad från originalet den 28 januari 2016. https://www.webcitation.org/6esIU4sMu?url=https://www.comhem.se/kundservice/support/tv/kanalforandringar-56226. Läst 13 november 2016.